# (9311) 1987 UV1
(9311) 1987 UV1 (1987 UV1, 1976 YN5, 1983 RD3) — астероїд головного поясу, відкритий 25 жовтня 1987 року.
Тіссеранів параметр щодо Юпітера — 3,504.